# Hệ thống trên một vi mạch
Hệ thống trên một vi mạch (còn gọi là hệ thống trên chip, hay hệ thống SoC, tiếng Anh: system-on-a-chip, viết tắt là SoC hay SOC) là một vi mạch (IC) được tích hợp các thành phần của một máy tính hoặc các hệ thống điện tử khác. Hệ thống SoC có thể bao gồm các khối chức năng kĩ thuật số (digital), tương tự (analog), tín hiệu kết hợp (mixed-signal) và cả các khối tần số radio (RF). SoC xuất hiện trong điện thoại di động - một thiết bị điện tử tiêu tốn ít năng lượng. Ứng dụng điển hình của các hệ thống SoC là các hệ thống nhúng.
SoC tích hợp một vi điều khiển (hoặc một vi xử lí) với những ngoại vi như các bộ xử lí đồ họa (GPU: graphics processing unit), module WiFi, hoặc bộ đồng xử lí (coprocessor).
Nhìn chung, có loại SoC bao gồm SoC tích hợp một vi điều khiển, SoC tích hợp một vi xử lí (loại này được sử dụng phổ biến trong các điện thoại di động) và loại SoC đặc biệt được thiết kế cho những ứng dụng riêng không giống với hai loại kia. Loại SoC đặc biệt này được gọi là SoC lập trình được (Programmable SoC, viết tắt là PSoC). Các PSoC có một số thành cấu tạo bên trong không được cài đặt hoặc thiết lập trước mà có thể được lập trình bằng việc lập trình FPGA hoặc CPLD (complex programmable logic device). Khi việc chế tạo SoC cho một ứng dụng đặc biệt không khả thi, người ta chọn một giải pháp khác là chế tạo SiP (system in package), một linh kiện gồm nhiều IC tích hợp trên nó. Khi sản xuất ở số lượng lớn, SoC sẽ tốn nhiều chi phí hơn so với SiP do việc sản xuất các gói của SiP sẽ ít tốn kém hơn.
Một hệ thống máy tính điển hình bao gồm một loạt các mạch tích hợp cho phép thực hiện các nhiệm vụ khác nhau. Các mạch tích hợp này có thể là: 
- bộ vi xử lý (microprocessor)
- bộ nhớ (RAM, ROM, REM)
- khối truyền thông nối tiếp UART
- các cổng song song (parallel port)
- khối điều khiển truy xuất bộ nhớ trực tiếp (DMA controller)

Sự phát triển gần đây của công nghệ bán dẫn cho phép chúng ta tích hợp ngày càng nhiều thành phần vào một hệ thống trên một vi mạch. SoC có thể tích hợp thêm các khối như: bộ xử lý tín hiệu số, bộ mã hóa, giải mã Viterbi, Turbo,... tùy theo yêu cầu của từng ứng dụng cụ thể.
Công nghệ thiết kế và xây dựng các hệ thống trên một vi mạch (SoC) có thể kể đến như:
- Công nghệ chế tạo ASIC
- FPGA

Các thiết kế SoC thường tiêu tốn ít năng lượng và có giá thành thấp hơn các hệ thống đa chip nếu so sánh cùng một thiết kế. Ngoài ra, hệ thống đơn chip cũng có tính ổn định cao hơn. Các ứng dụng xây dựng trên cơ sở sử dụng các hệ thống đơn chip cũng cho giá thành thấp hơn, không gian chiếm chỗ ít hơn.